# Fröhlich geschieden
Fröhlich geschieden ist eine 1996 entstandene und erstmals 1997 gezeigte österreichische Filmkomödie.

## Handlung
Der geschiedene Scheidungsanwalt Felix Fröhlich ist ein Star seiner Zunft. Während er reiche Unternehmergattinnen gewinnbringend von ihren Männern separiert, heiratet sein mittelloser, lebenslustiger Vater Ludwig „Wiggerl“ junge Frauen und verprasst dabei das Vermögen seines Sohnes. In Wien verlieben sich beide ausgerechnet in dieselbe Frau.

## Rezeption
Die 1996 gedrehte Screwball-Komödie wurde erstmals am 11. April 1997 in der ARD ausgestrahlt. In Österreich verbuchte sie 1,62 Millionen Zuschauer im Jahr und damit den zweiten Platz unter den im ORF gezeigten Spielfilmen.

## Kritik
„Das Skript zu dieser TV-Produktion wirkt wie aus zahllosen alten Witzen zusammengestückelt: durchschaubar, uninspiriert und vor wirklich keiner Plattitüde zurückschreckend. Beängstigend schlecht. Flachwitz-Sammlung an der Schmerzgrenze.“